# Carme Elías
Carme Elias i Boada (Barcelona, 14 de enero de 1951) es una actriz española. Ganadora del premio Goya a la mejor interpretación, en 2022 fue galardonada con la Medalla de Oro al Mérito en las Bellas Artes que otorga el Ministerio de Cultura de España.

## Biografía
Estudió en el Instituto del Teatro de Barcelona a principios de los años setenta con profesores como Albert Boadella, Hermann Bonnin o Fabià Puigserver;⁣ más adelante, asistió también a algunas clases de la prestigiosa escuela de Lee Strasberg y en el Laboratorio de actores de William Layton en Nueva York.
En 1974 inició su carrera teatral profesional en La señorita Julia, dirigida por Adolfo Marsillach. Antes había participado en grupos y asociaciones de teatro independiente. También en 1974 apareció en diversas obras de la Compañía Adrià Gual, con sede en el Teatro Español. Durante estos años, probó también el género musical en diversos espectáculos como: Els pispes, de Pau Riba y Santiago Sans; ⁣ Faixes, turbants i barretines, de Xavier Fàbregas; o Granja animal, la primera òpera-rock en català, de Joan Vives y Lluís Maria Ros.
En 1981 causó sensación en el papel de Marta en Terra baixa, obra de Àngel Guimerà. El montaje de la Compañía Enric Majó en el Teatro Poliorama, con Enric Majó y Joan Miralles en los papeles de Manelic i Sebastià, respectivamente, tuvo un gran éxito y se mantuvo en cartel durante meses. Con el éxito, a Carme Elias le llegaron las ofertas cinematográficas y televisivas, pero nunca abandonará el teatro. Algunas de sus interpretaciones más relevantes de los años ochenta son en los escenarios de Madrid: Absalón, de Calderón de la Barca; La gata sobre el tejado de zinc, de Tenesse Williams; Madame de Sade, de Yukio Mishima. En esta década destaca también su colaboración con el actor y director J. M. Flotats, en piezas com El dret de escollir, de Brian Clark; Lorenzaccio, de Alfred de Musset; y El misàntrop de Molière.
Su actividad teatral disminuyó en los años noventa a favor del cine y la televisión, pero podemos destacar también algunas puestas en escena en Madrid, Valencia o Barcelona, como son: El hombre del destino, de Bernard Shaw, en el Teatro Español; Casi una diosa, de Jaume Salom, en el Teatro Bellas Artes; La doble inconstancia, de Pierre de Marivaux, en el marco del Festival de Otoño de Madrid; o Acreedores, de August Strindberg, estrenada en el Mercat de les Flors.
Con la representación en 1999 de Els gegants de la muntanya (Los gigantes de la montaña) de Luigi Pirandello empezó una fructífera relación entre Carme Elias y el Teatro Nacional de Cataluña. Entre 1999 y 2018 participó en los siguientes montajes: La dama enamorada, de Joan Puig i Ferreter; Calígula, de Albert Camus; El ventall de Lady Windermere (El abanico de Lady Windermere), de Oscar Wilde; La casa dels cors trencats (La casa de los corazones rotos), de Bernard Shaw; Fum (Humo), de Josep Maria Miró; Doña Rosita la Soltera o el lenguaje de las flores, de Federico García Lorca; Purga, de Sofi Oksanen; Ricard III (Ricardo III) de William Shakespeare; y Temps salvatge, de Josep Maria Miró.
En un retorno a los clásicos, algunas de las representaciones a resaltar de la primera década del nuevo siglo son: La gaviota, de Antón Chéjov; Edipo rey, de Sófocles, presentada en el Festival Internacional de Teatro Clásico de Mérida; El rey Lear, de William Shakespeare; o Prometeo, de Heiner Müller, en el cual Elias interpretaba el papel protagonista, tradicionalmente representado por un hombre. Es relevante también en esta época su papel como productora e intérprete en la estrena como directora teatral de Isabel Coixet, en la adaptación escénica de 84 Charing Cross Road, de Helene Haff, un montaje que viajó por toda España. El espectáculo ganó el Premio al Mejor Espectáculo de Producción Valenciana de la Crítica Teatral de Valencia el 2005.
Más allá de su colaboración con el Teatro Nacional de Cataluña, desde 2010 también tiene un vínculo con el Teatre Akadèmia de Barcelona. Por ejemplo: Al galope!, de Mark Hampton y Mary Louise Wilson, un monólogo en el cual la actriz se pone en la piel del genio de la moda Diana Vreeland, y con el que viajara al Teatro Español; Caro maestro! Recordant Strehler, de Ludovica Damiani y Guido Torlonia; y Què va passar con Bette Davis i Joan Crawford?, de Jean Marboeuf, junto a Vicky Peña. En los escenarios madrileños, cabe destacar la puesta en escena en 2011 en las Naves del Español de Purgatorio, de Ariel Dorfman, junto a Viggo Mortensen.
En el cine, debutó el 1978 con la película La orgía, de Francesc Bellmunt. Más adelante asumió papeles relevantes en el cine español como en las películas: Stico (Jaime de Armiñán, 1985), El rey pasmado (Imanol Uribe, 1991) y, especialmente, en La flor de mi secreto (Pedro Almodóvar, 1995), Los aires difíciles (Gerardo Herrero, 2006) y Camino (Javier Fesser, 2008), por la cual obtuvo el Premio Goya a la mejor actriz.
En el cine catalán participó en proyectos como la épica catalana ¡Victòria! La gran aventura de un pueblo (Antoni Ribas, 1983), Puente de Varsovia (Pere Portabella, 1989), por la cual recibió el Premio de Cinematografía de la Generalidad de Cataluña, Morir (o no) (Ventura Pons, 2000) o Germanes de sang (Ricard Reguant, 2001).
Aunque reduce su producción cinematográfica a partir de 2010, hay que destacar aclamadas representaciones posteriores como las de La distancia más larga (Claudia Pinto, 2013), Quién te cantará (Carlos Vermut, 2018) o Las consecuencias (Claudia Pinto, 2021).
Paralelamente, realizó diversas labores de doblaje de actrices como Nastassja Kinski, Daryl Hannah, Sigourney Weaver (en la versión castellana de Aliens, el regreso) o Demi Moore.
Su popularidad, sin embargo, procede principalmente de la pequeña pantalla. En la década de los setenta y principios de los ochenta actuó en diversas obras teatrales para televisión, especialmente en el programa Estudio 1. En 1983 intervino en la serie Anillos de oro, de Pedro Masó, y en El jardín de Venus, de José María Forqué; y un año después se convirtió en presentadora en el programa Y, sin embargo, te quiero. En 1986 protagonizó la popular Turno de oficio, dirigida por Antonio Mercero. Diez años después, retomó el papel en la secuela Turno de oficio: 10 años después (1996), producida ahora por el actor Juan Luis Galiardo y dirigida, en parte, junto a Manolo Matji, por Juan Echanove.
Durante los años ochenta y noventa aparece regularmente en series de televisión españolas (Pepe Carvalho, Phillipe di Monte, Hasta luego, cocodrilo, Señor alcalde, etc.) y catalanas (Arnau, Dones de aigua). Después de su fructífera relación con Televisión Española, entrado el nuevo milenio participó en Herederos y otras series de Antena 3 (Antivicio, Gavilanes) y Televisión de Cataluña (Mirall trencat, Mar de fons). Participó también en capítulos concretos de otras series populares como 7 vidas, Majoria Absoluta, La Riera o Cites.
En 2019 la Academia del Cine Catalán le nombra miembro de honor y en 2021 recibe el Premio Gaudí de Honor.
En 2022 fue galardonada con el premio especial del Brain Film Festival en el Centro de Cultura Contemporánea de Barcelona (CCCB), cuando hizo público que sufría la enfermedad de Alzheimer.
En 2024 vuelve al teatro para hacer una Lectura dramatizada de la obra Jo no volia ser Rita Hayworth, de Víctor Alexandre, en el Teatre Akadèmia y en el marco del Festival Grec Barcelona.

## Trayectoria profesional

### Teatro
Carme Elias ha interpretado, entre otras, las siguientes piezas teatrales:
- 1969. Ball robat de Joan Oliver. Teatro Romea.
- 1970. El santón de Perillán de Roger Filella. Grupo Experimental Pecuba. Dirección de Ramon Balcells.
- 1970. L'infant que volgué ésser mestre de Andreu Vallvé. Instituto del Teatro.
- 1972. El cuadrado de astromelias de Guillermo Henríquez. Gogo Teatro Experimental Independiente. Dirección de Joan Manuel Gisbert.
- 1972. La casa de Bernarda Alba de Federico García Lorca. Grupo Catarsis de Barcelona. Dirección de Joan-Carles Viñoles.
- 1973. La señorita Julia de August Strindberg. Teatro Poliorama.[5]
- 1974. El criat de dos amos de Carlo Goldoni. Compañía Àngel Guimerà.
- 1974. El retablo jovial de Alejandro Casona. Compañía Àngel Guimerà.
- 1974. Ifigenia en Áulide de Eurípides. Compañía Àngel Guimerà.
- 1974. Las troyanas de Eurípides. Compañía Àngel Guimerà.
- 1975. El señor Pigmalión de Jacinto Grau. Compañía Àngel Guimerà.
- 1975. Pato a la naranja de William Douglas-Home. Teatro Talía.[31]
- 1976. Els pispes de Pau Riba y Santiago Sans. Salón Diana. Dirección de Joan Potau.[6]
- 1976. Faixes, turbants i barretines de Xavier Fàbregas. Festival Grec.[7]
- 1976. Granja animal, primera òpera-rock en català de Joan Vives y Lluís Maria Ros. Teatro Romea. Dirección de Pere Daussà.[8]
- 1977. Un lloc entre els morts de Maria Aurèlia Capmany. Teatro Estable.
- 1978. La reina ha relliscat de Alfons Roure. Teatro Romea.
- 1979. La gavina de Anton Chéjov. Dirección de Hermann Bonnín.[32]
- 1979. Víctor o els nens al poder de Roger Vitrac. Teatro Romea.
- 1980. L'ombra de un copalta damunt l'asfalt a partir de textos de J. V. Foix, J. M. Junoy, J. Salvat Papasseit, Carles Sindreu, etc. Festival Grec. Dirección de Hermann Bonnín.[33]
- 1981. Terra baixa de Àngel Guimerà. Compañía Enric Majó, Teatro Poliorama. Dirección de Josep Montanyés.[9]
- 1983. Absalón de Pedro Calderón de la Barca. Teatro Español. Dirección de José Luis Gómez.[34]
- 1984. La gata sobre el tejado de cinc caliente de Tennessee Williams. Teatro Reina Victoria. Dirección de Carlos Gandolfo.
- 1986. Madame de Sade de Yukio Mishima. Centro Cultural de la Villa.
- 1987. El dret de escollir de Brian Clark. Compañía de J. M. Flotats. Dirección de J. M. Flotats.
  - Premio Memorial Margarida Xirgu 1988 a la interpretación femenina más relevante de la temporada.
  - TP de Oro a la Mejor actriz para adaptación televisiva.
  - Premio Els millors de TV3 para adaptación televisiva.
- 1988. Lorenzaccio de Alfred de Musset (trilogía L'illa de la memòria). Compañía de J. M. Flotats. Dirección de J. M. Flotats.
  - Premio Memorial Margarida Xirgu 1988 a la interpretación femenina más relevante de la temporada.
- 1989. El misàntrop de Molière (trilogía L'illa de la memòria). Compañía de J. M. Flotats. Dirección de J. M. Flotats.
- 1990. El hombre del destino de Bernard Shaw. Teatro Español. Dirección de Maria Ruiz.
- 1992. La quinta columna de Ernest Hemingway. Teatro Rialto.
- 1993. Casi una diosa de Jaume Salom. Teatro Bellas Artes.
- 1993. La doble inconstancia de Pierre de Marivaux. Festival de Otoño de Madrid. Dirección Miguel Narros.
  - Premio de la Unión de Actores y Actrices a la Mejor actriz de teatro.
- 1994. Acreedores de August Strindberg. Compañía Pez Luna Teatro. Dirección de Juan Carlos Corazza.
- 1998. Las últimas lunas de Furio Bordon. Dirección de J. L. Garcia Sánchez.
- 1998. Brecht x Brecht a partir de textos de Bertolt Brecht. Festival de Otoño. Dirección de Mario Gas.
- 1999. Els gegants de la muntanya de Luigi Pirandello. Teatre Nacional de Catalunya / Odéon-Théâtre de l'Europe. Dirección de Georges Lavandaunt.
- 2001. La dama enamorada de Joan Puig i Ferreter. Teatre Nacional de Catalunya.
- 2002. La gaviota de Anton Chéjov. Co. Teatro de la Danza. Dirección Amelia Ochandiano.
  - Premio Villa de Madrid María Guerrero a la Mejor actriz de teatre.
- 2004. 84 Charing Cross Road de Helen Hanff. Dirección de Isabel Coixet.[35]
  - Premio de la Crítica de Valencia al Mejor espectáculo de producción valenciana.
- 2004. Calígula de Albert Camus. Teatre Nacional de Catalunya.
- 2007. El ventall de Lady Windermere de Oscar Wilde. Teatre Nacional de Catalunya.
  - Premio Butaca a la Mejor actriz de teatro.
- 2008. Edipo rey de Sófocles. Festival Internacional de Teatro Clásico de Mèrida.[36]
- 2008. Rey Lear de William Shakespeare. Centro Dramático Nacional.
- 2009. La casa dels cors trencats de Bernard Shaw. Teatre Nacional de Catalunya.
  - Premio Butaca a la Mejor actriz de teatro.
- 2010. Prometeu/Prometeo de Heiner Müller. Festival Grec y Centro Dramático Nacional.[37]
- 2011. Purgatorio de Ariel Dorfman. Naves del Español, Matadero Madrid. Dirección de Josep Maria Mestres.[38]
- 2013. Fum de Josep Maria Miró. Teatre Nacional de Catalunya. Dirección de Josep Maria Miró.
- 2014. Al galop/Al galope de Mark Hampton y Mary Louise Wilson. Teatre Akadèmia. Dirección de Guido Torlonia.
- 2014. Doña Rosita la soltera o El lenguaje de las flores de Federico Garcia Lorca. Teatre Nacional de Catalunya.
- 2015. Purga de Sofi Oksanen. Teatre Nacional de Catalunya. Dirección de Ramon Simó.
- 2017. Caro maestro! Recordant Strehler de Ludovica Damiani y Guido Torlonia. Teatre Akadèmia.
- 2017. Ricard III de William Shakespeare. Teatre Nacional de Catalunya.
- 2018. Temps salvatge de Josep Maria Miró. Teatre Nacional de Catalunya
- 2019. Què va passar con Bette Davis i Joan Crawford? de Jean Marboeuf. Teatre Akadèmia. Dirección de Guido Torlonia.
- 2024. Jo no volia ser Rita Hayworth de Víctor Alexandre. Lectura. Teatre Akadèmia. Dirección de Guido Torlonia.

### Cine
En el campo cinematográfico, sus películas más destacadas son:
- 1978. La orgía. Dirigida por Francesc Bellmunt.
- 1981. Barcelona sur. Dirigida por Jordi Cadena.
- 1981. Crónica de un instante. Dirigida por José Antonio Pangua.
- 1982. Cinc figures. Dirigida por Jan Baca y Toni Garriga.
- 1982. Luis y Virginia. Dirigida por Jaime Chávarri.
- 1982. Entre paréntesis. Dirigida por Simón Fàbregas.
- 1983. Victòria! La gran aventura de un pueblo. Dirigida por Antoni Ribas.
- 1983. Vivir cada día (L'home ronyó). Dirigida por Raül Conte.
- 1984. Dos mejor que uno. Dirigida por Ángel Llorente.
- 1985. Stico. Dirigida por Jaime de Armiñán.
- 1986. Puzzle. Dirigida por L. J. Comerón.
  - Premio AADPC a la mejor interpretación cinematográfica.[40]
- 1988. Massa vell por a morir jove. Dirigida por Isabel Coixet.
- 1989. El pont de Varsòvia. Dirigida por Pere Portabella.
  - Premio de Cinematografía de la Generalidad de Cataluña.
- 1989. Malditas chicas malas. Dirigida por Hervé Tirmarche.
- 1990. Capità Escalaborn. Dirigida por Carles Benpar.
- 1991. El rey pasmado. Dirigida por Imanol Uribe.
- 1993. Los de enfrente. Dirigida por Jesús Garay.
- 1993. Carambolas. Dirigida por Jesús Font.
- 1994. Los peores años de nuestra vida. Dirigida por Emilio Martínez-Lázaro.
- 1995. La flor de mi secreto. Dirigida por Pedro Almodóvar.
- 1996. La vida privada. Dirigida por Vicente Pérez Herrero.
- 1996. Pesadilla para un rico. Dirigida por Fernando Fernán-Gómez.
- 1996. Menos que cero. Dirigida por Ernesto Telleria.
- 1997. En brazos de la mujer madura. Dirigida por M. Lombardero.
- 1998. Manos de seda. Dirigida por C. Martínez Herrada.
- 1999. No respires (el amor no está en el aire). Dirigida por Joan Potau.
- 2000. Morir (o no). Dirigida por Ventura Pons.
- 2001. Germanes de sang. Dirigida por Ricard Reguant.
- 2002. Bestiario. Dirigida por V. Pérez Herrero.
- 2002. Sinfonía desconcertante [cortometraje]. Dirigido por Belén Santos.
  - Premio Especial del Jurado del Festival Internacional de Cine de Indianapolis, con Lola Herrera y María Isasi.
- 2003. Haz conmigo lo que quieras. Dirigida por Ramón de España.
  - Mención especial en el Festival Internacional de Cinema de Comedia de Peñíscola.
- 2004. Sévigné. Dirigida por M. Balletbó-Coll.
- 2005. Sinfonía desconcertante [cortometraje]. Dirigido por Belén Santos.
- 2005. 100 maneras de acabar con el amor. Dirigida por Vicente Pérez Herrero.
- 2006. Los años más difíciles. Dirigida por G. Herrero.
- 2008. Camino. Dirigida por Javier Fresser.
  - Premio Sant Jordi de Cinematografía a la Mejor actriz española.[41]
  - Premio de la Unión de Actores y Actrices a la Mejor actriz protagonista de cinema.[42]
  - Premio Turia a la Mejor actriz.[43]
  - Premio Goya a la Mejor actriz protagonista.[44]
- 2010. Planes para mañana. Dirigida por Juana Macías.
- 2011. ¿Estás ahí? Dirigida por Roberto Santiago.
- 2012. Tengo ganas de ti. Dirigida por Fernando González Molina.
- 2013. La distancia más larga. Dirigida por Claudia Pinto.
- 2018. Quién te cantará. Dirigida por Carlos Vermut.
- 2021. Las consecuencias. Dirigida por Claudia Pinto.[45]
- 2023. Mientras seas tú. Dirigida por Claudia Pinto.

### Televisión
Entre finales de los años setenta e inicios de los ochenta, Carme Elias participó en un gran número de obras literarias y teatrales adaptadas para televisión, en programas de TVE y La 2 como por ejemplo Estudio 1, Novela, Gran Teatre o Lletres catlanes. Por ejemplo:
- 1976. El idiota, basada en la novela homónima de Fiódor Dostoievski.
- 1977. Lluvia, de Alfredo Baño.
- 1977. El crack (Teatro-Club), dirigida por Esteve Duran.
- 1977. El delantero centro murió al amanecer (Teatro-Club), basada en la dramaturgia de Agustín Cuzzani y dirigida por Esteve Duran.
- 1977. Manos vacías (Teatro-Club), dirigida por Esteve Duran
- 1978. Un somni i mil enganyifes, adaptación de J. M. Benet i Jornet de la antología Las mil y una noches, para el circuito catalán de TVE.
- 1978. Homes i No (Lletres catalanes), obra de Manuel de Pedrolo dirigida por Orestes Lara.
- 1979. Carta a París (Estudio 1), dirigida por Sergi Schaaff.
- 1980. Gente bien, adaptación del clásico de Santiago Rusiñol.
- 1980. Quality Street (Estudio 1), basada en la dramaturgia de J. M. Barrie.
- 1980. La silla n.º 13, adaptación de la obra policiaca de Bayard Veiller, dirigida por Esteve Duran.
- 1981. El abanico de Lady Windermere (Estudio 1), basada en la dramaturgia de Oscar Wilde y dirigida por Antonio Chic.
- 1981. Los peces rojos (Estudio 1), basada en la comedia de Jean Anouilh y dirigida por Lluís Maria Güell.
- 1981. L'hereu i la forastera (Gran Teatre), basada en la dramaturgia de Josep Maria de Sagarra y dirigida por Antoni Chic.
- 1982. La noche de los cien pájaros (Estudio 1), basada en la dramaturgia de Jaume Salom y dirigida por Antoni Chic.
- 1982. Los ángeles caídos (Estudio 1), basada en la dramaturgia de Noël Coward y dirigida por Simó Fàbregas.

Es también durante esta época cuando Elias empieza a participar en telefilms y series de televisión, como protagonista o artista invitada. Al largo de su carrera, Elias trabajó tanto en películas, como en sitcoms y series dramáticas:
- 1978. Terra de escudella (TVE), programa infantil dirigido por Mercè Vilaret.
- 1980. Mare i fill, societat limitada (TVE), con Mary Santpere y Enric Majó. Guion de Terenci Moix.
- 1981. Santiago Rusiñol, la vida, docudrama de la vida del artista con Joan Miralles como protagonista.
- 1983. Anillos de oro: Tiempo feliz de caramelo (TVE). Dirección de Pedro Masó.
- 1983. El jardín de Venus (TVE), con Verónica Forqué y Fernando Fernán Gómez.
- 1983. Misteri: Retrat de capvespre, con Ovidi Montllor.
- 1984. Cuentos imposibles: Rosa fresca (TVE). Dirección de Jaime Armiñán.
- 1985. Einstein (producció franco-húngara). Miniserie dirigida por Lazare Iglesis.
- 1985-1987.Turno de oficio (TVE), con Juan Luis Galiardo y Juan Echanove. Dirección de Antonio Mercero.
- 1986. Pepe Carvalho (TVE), con Eusebio Poncela y Ovidi Montllor.
- 1987. Phillipe di Monte (TVE). Telefilm dirigido por Jesús García de Dueñas.
- 1992. Crónicas del mal: El ascensor (TVE), con Antonio Resines.
- 1992. Hasta luego, cocodrilo (TVE), dirigida por Alfonso Ungría.
- 1994. Arnau: els dies secrets (TV3). Dirección de Lluís Maria Güell.
- 1995. Love stories: Quinteto en sol menor. Capítulo de la coproducción francesa, italiana, española, suiza y alemana dirigida por José Antonio Páramo.
- 1996. Turno de oficio: diez años después (TVE), con Juan Luis Galiardo y Juan Echanove.
- 1997. Dones de aigua (TV3), con Silvia Marsó, Carme Sansa y Montserrat Carulla.
- 1997. El show de la Diana (TV3), con Lloll Beltrán. Dirección de Jordi Roure.
- 1998. Señor alcalde (Telecinco), con Carlos Larrañaga.
- 2001. Antivicio (Antena 3), con Armando del Río, Fanny Gautier y Joan Crosas.
- 2002. Mirall trencat (TV3). Dirección de Orestes Lara.
- 2004. 7 vidas (Telecinco). Aparece en dos capítulos de la temporada 12.
- 2004. Majoria absoluta (TV3). Aparece en tres capítulos de la temporada 3.
- 2006. Mar de fons (TV3). Creación de J. M. Benet i Jornet.
- 2008. Herederos (TVE), con Concha Velasco. Creación de David Paniagua y Pablo Tébar.
- 2010. Gavilanes (Antena 3).
- 2013-2014. La Riera (TV3). Aparece en cinco capítulos de la temporada 1.
- 2016. Cites (TV3). Aparece en dos capítulos de la temporada 2.

Es menor su carrera como presentadora de televisión, pero hay algunas colaboraciones destacadas en los años setenta-ochenta.
- 1976-1977. Tot art (TVE).
- 1984. Y, sin embargo, te quiero (TVE).
- 1987. Estadio 2: especial olimpíadas (TVE).

## Premios y nominaciones
| Año  | Premio                                                              | Categoría                                                            | Película / Obra                  | Resultado |
| ---- | ------------------------------------------------------------------- | -------------------------------------------------------------------- | -------------------------------- | --------- |
| 1982 | Fotogramas de Plata                                                 | Mejor intérprete de televisión                                       | Luis y VIrginia                  | Nominada  |
| 1986 | Fotogramas de Plata                                                 | Mejor intérprete de televisión                                       | Turno de oficio y Pepe Carvalho  | Nominada  |
| 1987 | AADPC                                                               | Mejor actriz cinematográfica                                         | Puzzle                           | Ganadora  |
| 1988 | TP de Oro                                                           | Mejor actriz catalana                                                | El dret d'escollir               | Ganadora  |
| 1988 | Premio Memorial Margarida Xirgu                                     | La interpretación femenina más relevante de la temporada barcelonina | El dret d'escollir y Lorenzaccio | Ganadora  |
| 1989 | Premio Els millors de TV3                                           | Mejor actriz                                                         | El dret d'escollir               | Ganadora  |
| 1991 | Premio de Cinematografía de la Generalidad de Cataluña              | Mejor actriz                                                         | El puente de Varsovia            | Ganadora  |
| 1993 | Premio Unión de Actores y Actrices                                  | Mejor actriz de teatro                                               | La doble inconstancia            | Ganadora  |
| 1996 | Fotografmas de Plata                                                | Mejor actriz de televisión                                           | Turno de oficio: 10 años después | Nominada  |
| 2003 | Premio Villa de Madrid - María Guerrero                             | Mejor actriz de teatro                                               | La gaviota                       | Ganadora  |
| 2003 | Premio Unión de Actores y Actrices                                  | Mejor actriz de teatro                                               | La gaviota                       | Nominada  |
| 2003 | Premios Max                                                         | Mejor actriz                                                         | La gaviota                       | Nominada  |
| 2003 | Festival internacional de Cine de Comedia de Peñíscola              | Mención especial                                                     | Haz conmigo lo qu quieras        | Ganadora  |
| 2004 | Festival Internacional de Cine de Indianápolis                      | Premio Especial del Jurado (junto a Lola Herrera y María Isasi)      | Sinfonía desconcertante          | Ganadora  |
| 2005 | Premio de la Crítica de Valencia                                    | Mejor espectáculo de producción valenciana                           | 84 Charing Cross Road            | Ganadora  |
| 2007 | Premios Butaca                                                      | Mejor actriz de teatro                                               | El ventall de Lady Windermere    | Ganadora  |
| 2009 | Premio Panorama (Semana del Cine y de la Imagen de Fuentes de Ebro) | Mejor actriz                                                         | Camino                           | Ganadora  |
| 2009 | Premio Sant Jordi de Cinematografía                                 | Mejor actriz española                                                | Camino                           | Ganadora  |
| 2009 | Premio Goya                                                         | Mejor actriz protagonista                                            | Camino                           | Ganadora  |
| 2009 | Premio Unión de Actores y Actrices                                  | Mejor actriz protagonista (cine)                                     | Camino                           | Ganadora  |
| 2009 | Premio Turia                                                        | Mejor actriz                                                         | Camino                           | Ganadora  |
| 2009 | Premio Butaca                                                       | Mejor actriz de cine                                                 | Camino                           | Ganadora  |
| 2009 | Premio Butaca                                                       | Mejor actriz de teatro                                               | La casa dels cors trencats       | Nominada  |
| 2010 | Premio Francisco Rabal (Primavera Cinematográfica de Lorca)         | Mejor actriz (compartido con el resto del reparto femenino)          | Planes para mañana               | Ganadora  |
| 2016 | Premio Jordi Dauder                                                 | Premio a la creatividad                                              |                                  | Ganadora  |
| 2021 | Premio Gaudí                                                        | Miquel Porter - Gaudí de Honor                                       |                                  | Ganadora  |
| 2022 | Premio del Brain Film Fest                                          | Premio especial                                                      |                                  | Ganadora  |
| 2022 | Cruz de Sant Jordi                                                  | Cruz de Sant Jordi                                                   |                                  | Ganadora  |

Premios Anuales de la Academia “Goya”
| Año  | Categoría                                  | Película | Resultado |
| ---- | ------------------------------------------ | -------- | --------- |
| 2008 | Mejor interpretación femenina protagonista | Camino   | Ganadora  |

Premios de la Unión de Actores
| Año  | Categoría                                   | Película/Montaje      | Resultado |
| ---- | ------------------------------------------- | --------------------- | --------- |
| 1993 | Mejor interpretación protagonista de teatro | La doble inconstancia | Ganadora  |
| 2002 | Mejor actriz protagonista de teatro         | La gaviota            | Nominada  |
| 2008 | Mejor actriz protagonista de cine           | Camino                | Ganadora  |

Premios TP de Oro
| Año  | Categoría             | Serie               | Resultado |
| ---- | --------------------- | ------------------- | --------- |
| 1988 | Mejor actriz catalana | El dret de escollir | Ganadora  |

Premios Sant Jordi
| Año  | Categoría             | Película | Resultado |
| ---- | --------------------- | -------- | --------- |
| 2008 | Mejor actriz española | Camino   | Ganadora  |

Fotogramas de Plata
| Año  | Categoría                      | Serie                                          | Resultado |
| ---- | ------------------------------ | ---------------------------------------------- | --------- |
| 1982 | Mejor intérprete de televisión | Luis y Virginia                                | Nominada  |
| 1986 | Mejor intérprete de televisión | Turno de oficio Las aventuras de Pepe Carvalho | Nominada  |
| 1996 | Mejor actriz de televisión     | Turno de oficio: 10 años después               | Nominada  |

Premios Turia
| Año  | Categoría    | Película | Resultado |
| ---- | ------------ | -------- | --------- |
| 2008 | Mejor actriz | Camino   | Ganadora  |

Premios Butaca
| Año  | Categoría                       | Película/Montaje              | Resultado |
| ---- | ------------------------------- | ----------------------------- | --------- |
| 2007 | Mejor actriz catalana de teatro | El ventall de Lady Windermere | Ganadora  |
| 2009 | Mejor actriz catalana de cine   | Camino                        | Ganadora  |
| 2009 | Mejor actriz catalana de teatro | La casa del cors trencats     | Nominada  |

Festival Internacional de Cine de Comedia de Peñíscola
| Año  | Categoría        | Película                   | Resultado |
| ---- | ---------------- | -------------------------- | --------- |
| 2003 | Mención especial | Haz conmigo lo que quieras | Ganadora  |

Festival Internacional de Cine de Indianápolis
| Año  | Categoría                  | Película                | Resultado |
| ---- | -------------------------- | ----------------------- | --------- |
| 2004 | Premio especial del jurado | Sinfonía desconcertante | Ganadora  |

Semana del Cine y de la Imagen de Fuentes de Ebro
| Año  | Categoría                           | Película | Resultado |
| ---- | ----------------------------------- | -------- | --------- |
| 2009 | Premio "Panorama" a la mejor actriz | Camino   | Ganadora  |

## Otros premios y reconocimientos
- En 2023, fue galardonada con la Medalla de Oro de la Academia de Cine que otorga la Junta Directiva de la Academia de Cine.[49]
- En 2022, fue galardonada con la Medalla de Oro al Mérito en las Bellas Artes que otorga el Ministerio de Cultura de España.[2]
- En 2021 recibió el premio Gaudí de Honor.[50]
- En 2019 fue reconocida como Miembro de Honor de La Acadèmia del Cinema Català.[51]
- Premio Francisco Rabal de la Primavera Cinematográfica de Lorca, Mejor actriz (compartido con el resto del reparto femenino) por Planes para mañana (2010).
- Premio María Guerrero, Mejor interpretación femenina por La gaviota (2003).
- Premio de Cinematografía de la Generalidad de Cataluña, Mejor actriz por Pont de Varsòvia (1990).
- Premio Margarida Xirgu, Mejor interpretación femenina más relevante de la temporada barcelonesa por El dret de escollir y Lorenzaccio (1987/1988).
- Medalla de Oro al Mérito en las Bellas Artes 2022 concedida por El Consejo de Ministros, a propuesta del ministro de Cultura y Deporte de España.[52]